# 資産の流動化に関する法律
資産の流動化に関する法律（しさんのりゅうどうかにかんするほうりつ、平成10年6月15日法律第105号）は、資産の流動化のためのビークルとして用いるための特定目的会社や特定目的信託に関する日本の法律である。

## 概説
特定目的会社や特定目的信託を用いて行われる資産の流動化制度を確立し、資産の流動化が適正に行われること、資産の流動化の一環として発行される各種証券への投資家の保護を図ることで、一般投資者による投資を容易にすることなどを目的としている（1条）。
制定当初は、特定目的会社による特定資産の流動化に関する法律という題名で、SPC法と略称されることが多かったが、2000年の法改正に際して、法令名が変更された以降は資産流動化法ないしは流動化法という呼ばれるようになった。
本法律は2011年にも比較的大きな修正がなされている。その際には「従たる特定資産」たる制度の導入や、特定目的借入れの制度の変更と「特定借入れ」への名称変更などが行われた。
日本における債権や不動産の流動化、証券化市場の拡大と成熟に関係が深く、本法への対応等を通じて不動産鑑定評価基準の改正など、不動産評価の手法にも大きな影響を及ぼしている。
実質的には、特定目的会社など本法律に基づく法人を用いて流動化を行う場合には、租税特別措置法に基づく法人課税の特例を受けることができたり、不動産登録免許税などの減税を受けることができたりする経済的なメリットがある。また、規制法の見地からは、特定目的会社が不動産の売買を行うことに関して宅建業法の適用が免除されるなどの特例的な扱いを受ける。一方で、その特定目的会社が発行する資産対応証券の投資家保護の見地から、財務局への資産流動化計画の届出義務など、一定の規制に服することが求められることになる。
特定目的信託の制度は、いわゆるイスラム金融の導入の際のビークルとして用いることも想定されており、2011年の改正により、社債的受益権のしくみなど、それに必要な法改正・関係規則の整備が行われた。

## 構成
- 第一編　総則（第一条―第三条）
- 第二編　特定目的会社制度
  - 第一章　届出（第四条―第十二条）
  - 第二章　特定目的会社
    - 第一節　総則（第十三条―第十五条）
    - 第二節　設立（第十六条―第二十五条）
    - 第三節　社員の権利義務等
      - 第一款　総則（第二十六条・第二十七条）
      - 第二款　特定社員（第二十八条―第三十八条）
      - 第三款　優先出資社員（第三十九条―第五十条）

    - 第四節　特定目的会社の機関
      - 第一款　社員総会（第五十一条―第六十六条）
      - 第二款　社員総会以外の機関の設置（第六十七条）
      - 第三款　役員及び会計監査人の選任及び解任（第六十八条―第七十七条）
      - 第四款　取締役（第七十八条―第八十五条）
      - 第五款　会計参与（第八十六条）
      - 第六款　監査役（第八十七条―第九十条）
      - 第七款　会計監査人（第九十一条―第九十三条）
      - 第八款　役員等の損害賠償責任（第九十四条―第九十七条）

    - 第五節　計算等
      - 第一款　会計の原則（第九十八条）
      - 第二款　会計帳簿（第九十九条―第百一条）
      - 第三款　計算書類等（第百二条―第百六条）
      - 第四款　資本金の額等（第百七条―第百十三条）
      - 第五款　利益の配当（第百十四条―第百二十条）

    - 第六節　特定社債
      - 第一款　通則（第百二十一条―第百三十条）
      - 第二款　転換特定社債（第百三十一条―第百三十八条）
      - 第三款　新優先出資引受権付特定社債（第百三十九条―第百四十七条）
      - 第四款　特定短期社債（第百四十八条・第百四十九条）

    - 第七節　定款の変更（第百五十条）
    - 第八節　資産流動化計画の変更（第百五十一条―第百五十七条）
    - 第九節　事後設立（第百五十八条）
    - 第十節　資産流動化計画に基づく業務の終了に伴う仮清算（第百五十九条）
    - 第十一節　解散（第百六十条―第百六十三条）
    - 第十二節　清算
      - 第一款　通則（第百六十四条―第百七十九条）
      - 第二款　特別清算（第百八十条）

    - 第十三節　雑則（第百八十一条―第百九十四条）

  - 第三章　業務（第百九十五条―第二百十四条）
  - 第四章　監督（第二百十五条―第二百二十一条）
- 第三編　特定目的信託制度
  - 第一章　総則（第二百二十二条―第二百二十四条）
  - 第二章　届出（第二百二十五条―第二百二十八条）
  - 第三章　特定目的信託
    - 第一節　特定目的信託契約（第二百二十九条―第二百三十二条）
    - 第二節　受益権の譲渡等（第二百三十三条―第二百三十九条）
    - 第三節　受益証券の権利者の権利
      - 第一款　権利者集会（第二百四十条―第二百五十三条）
      - 第二款　代表権利者等（第二百五十四条―第二百六十三条）

    - 第四節　計算等（第二百六十四条―第二百六十八条）
    - 第五節　信託契約の変更等（第二百六十九条―第二百七十九条）
    - 第六節　受託信託会社等の権利義務等（第二百八十条―第二百八十六条）
    - 第七節　雑則（第二百八十七条・第二百八十八条）
- 第四編　雑則（第二百八十九条―第二百九十三条）
- 第五編　罰則（第二百九十四条―第三百十八条）
- 附則